# Шипоопашати гризачи
 Тази статия е за Шипоопашати гризачи.  За други животни със сходно име вижте Шипоопашати.  
Шипоопашатите гризачи (Anomaluridae) представляват малко семейство дребни дървесни африкански гризачи. Обединява 7 вида от три рода.

## Морфология
Името на семейството произлиза от факта, че при всички представители първата третина на опашката е гола и покрита от малки люспи. Върхът на всяка от люспите е заострен подобно на шипче. С помощта им малките гризачи успяват да се захванат здраво за гладката кора на дърветата. На външен вид много наподобяват на катерици и на австралийските торбести летящи катерици. Всички имат кожна гънка, която при скачане се разтяга и им позволява да планират. Размерите на тялото варират от 7 до 60 cm, а теглото е от 5 g до 2 kg. Имат разнообразна окраска на тялото – има както невзрачни сиви и кафеникави видове така и ярко оранжеви и жълти представители. Зъбите при всички наброяват 20 броя.

## Разпространение и местообитания
Всички видове обитават тропическите гори на Централна Африка, които включват както дъждовни, така и сезонно засушливи листопадни гори. Срещат се и в редки гори покрай саваните и галерийни гори на юг до езерото Няса.

## Хранене
Хранят се основно с растителна храна – основно с цветове и пъпки. Консумират и насекоми.

## Поведение
Водят нощен начин на живот. Обикновено живеят по двойки, но могат да се открият и в неголеми колонии. Раждат до три малки, които са добре развити и бързо започват да водят самостоятелен живот.

## Еволюция
Шипоопашатите са се появили в Африка от ранен миоцен. Те са типичен пример за конвергентна еволюция при бозайниците по отношение на планирането в тропическите гори.

## Класификация
- Семейство Anomaluridae[2]
  - Подсемейство Anomalurinae (големи шипоопашати)
    - Род Anomalurus
      - Anomalurus beecrofti – Летяща катерица на Бийкрофт
      - Anomalurus derbianus – Летяща катерица на лорд Дерби
      - Anomalurus pelii – Летяща катерица на Пел
      - Anomalurus pusillus – Джуджевидна летяща катерица

  - Подсемейство Zenkerellinae (малки шипоопашати)
    - Род Idiurus
      - Idiurus macrotis – Дългоуха летяща катерица
      - Idiurus zenkeri – Летяща катерица пигмей

    - Род Zenkerella
      - Zenkerella insignis – Камерунска летяща катерица